# Генади Сарафанов
Генади Василевич Сарафанов (на руски: Генна́дий Васи́льевич Сарафа́нов) е съветски космонавт, кандидат на техническите науки, герой на Съветския съюз (1974), полковник от 2 септември 1974 г.

## Биография
Роден е в с. Синенкие, Саратовска област, РСФСР на 1 януари 1942 г. След завършване на средното си образование през 1960 г. постъпва в Балашовското военновъздушно училище, което завършва през 1964 г.
След това служи във ВВС на СССР. През 1965 г. Сарафанов е зачислен в отряда на космонавтите и преминава пълния курс по обща космическа подготовка и подготовка за полети на космическите кораби „Союз“ и орбиталните станции „Салют“. През 1974 г. заедно с Лев Дьомин влиза в състава на дублиращия екипаж на кораба „Союз 14“.

## Полет в космоса
От 26 до 28 август 1974 г. е командир на космическия кораб „Союз 15“, а бординженер е Лев Дьомин. Поради повреда в системата за сближаване предвиденото в програмата скачване с орбиталната станция „Салют-3“ не се осъществява и екипажът се връща предсрочно на Земята, като извършва първото в историята нощно приземяване. Продължителността на полета е 2 денонощия 12 минути и 11 секунди.

## След полета
След полета работи в Центъра за управление на полетите и Центъра за подготовка на космонавти „Юрий Гагарин“. През 1975 – 1979 г. се готви като космонавт за полети по програмата „Алмаз“.
През 1978 г. завършва Военновъздушната академия „Ю. Гагарин“ и получава научната степен кандидат на техническите науки.
Пенсионира се през 1986 г. Почива в с. Леониха, Московска област на 29 септември 2005 г., погребан е в гробището на селото (край Звездното градче).